# Vít Dohnal

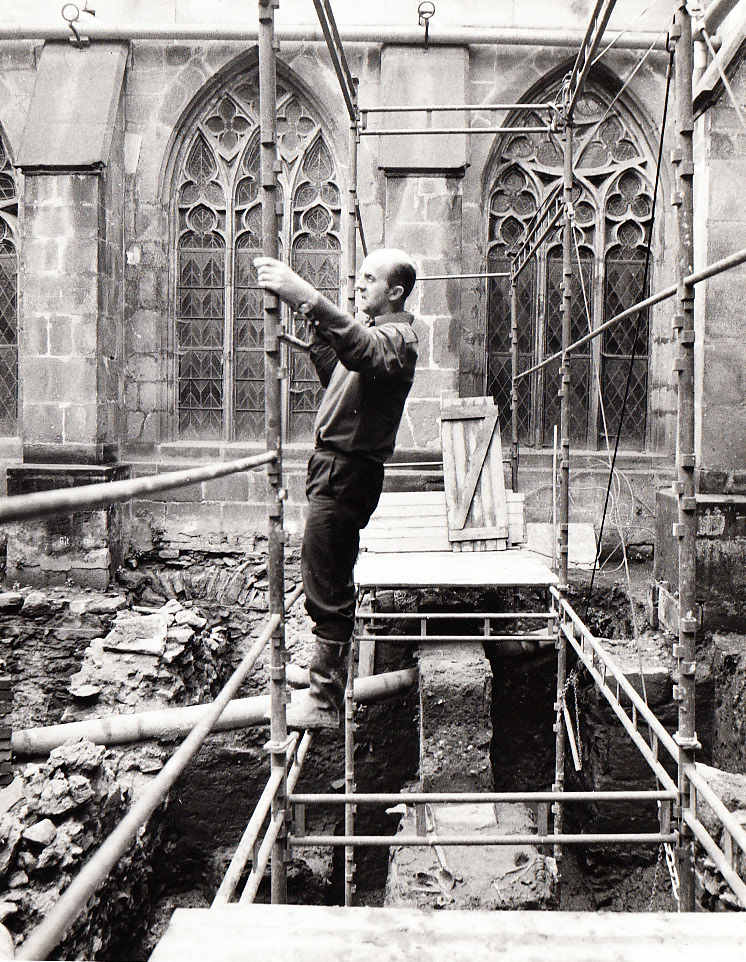
Výzkum Rajského dvora u Olomouckého dómu (1975)

Vít Dohnal (* 25. března 1932, Krnov – 11. října 2020, Olomouc) byl český archeolog. Působil v Oblastním muzeu jihovýchodní Moravy v Gottwaldově a poté ve Vlastivědném muzeu v Olomouci, kde vedl dlouholetý archeologický výzkum Olomouckého hradu.

## Život
Studoval na Slovanském gymnáziu v Olomouci. Cesta k dalšímu studiu však nebyla snadná. V roce 1951 (po maturitě) nastala komplikace. Maturitní komise na základě tehdy vyžadovaných posudků rozhodla, že absolvent „se má sblížit s dělnickou třídou“. Snad to měla být cesta k získání správného světového názoru, která nevedla k cíli. Následovalo manuální zaměstnání a potom oklika přes studium zootechniky nejdříve na vysoké škole v Nitře a pak v Brně (1952–1954), přestup na Filosofickou fakultu UJEP v Brně (nyní FF Masarykovy univerzity) a po diferenčních zkouškách konečně studium prehistorie a národopisu (1954–1957). V roce 1967 získal titul PhDr., roku 1972 se pak stal kandidátem věd.
Od roku 1957 působil jako archeolog v Oblastním muzeu jihovýchodní Moravy v tehdejším Gottwaldově (nyní Zlín). Po dvanáctiletém působení přešel do olomouckého Vlastivědného muzea (1969). Pokračování v badatelské činnosti na Olomoucku a možnost srovnání s východomoravskýmí materiály ho pak už vedlo k bezpečnému poznatku o rozdílnosti jednotlivých moravských regionů, podmíněnou geograficky i možnostmi jejich kontaktů s okolním světem, a to jak v období pravěku, tak ještě i v průběhu raného středověku.
Od roku 1972 se zaměřil hlavně na výzkum Olomouckého hradu na dómském návrší. Ve srovnání s běžnou archeologickou praxí byl průzkum dómského návrší podstatně jiný. Rozdíl byl v tom, že Olomoucký hrad byl už dlouho dobře známý z historických pramenů a z uměleckohistorických studií. Hodně se psalo zejména o tzv. Přemyslovském paláci i o svatováclavské katedrále. Chyběly však poznatky archeologické. Proto v souvislosti s plánovaným zpřístupněním zmíněného paláce bylo rozhodnuto provést průzkum. Dlouholetý průzkum podstatně rozšířil poznání našich národních dějin. Aby se dokončil průzkum, byla po převratu v roce 1989 založena Nadace Olomoucký hrad, později Nadační fond Olomoucký hrad. Ještě další čtyři výzkumové etapy se realizovaly už ne ze státních dotací, ale v režii fondu. Poslední 17. etapa, s níž se počítalo v roce 1996, a kterou byl připraven rovněž financovat Nadační fond Olomoucký hrad, už bohužel nebyla provedena, protože vedení Vlastivědného muzea další výzkum nepovolilo.
Třiadvacet let trvající průzkum změnil pohled na Olomoucký hrad. Ukázalo se, že tzv. přemyslovský palác nebyl sídlem ani údělných knížat, ani sídlem kapituly, ale byl to palác biskupský, v němž před rokem 1150 sídlil biskup Jindřich Zdík.
Díky Nadačnímu fondu Olomoucký hrad, řadě sponzorů a podpoře tehdejšího Okresního úřadu v Olomouci bylo možno vydat publikaci s názvem Olomoucký hrad v raném středověku – 10. až první polovina 13. století. (Olomouc, Nadační fond Olomoucký hrad 2001), která pojednává celkově o hradu a jeho okolí. Z čistě archeologického hlediska je psaná monografie Olomoucký hrad v raném středověku (II). (Olomouc, Archeologické centrum 2005.) Z poznatků získaných výzkumem čerpá i třetí publikace Tři nejstarší olomoucké kostely. Olomoucký hrad v raném středověku (III). (Olomouc, Archeologické centrum 2006.)
V posledních letech byl Vít Dohnal činný ve výboru Vlastivědné společnosti muzejní v Olomouci.

### Ocenění
V roce 2012 převzal Vít Dohnal Cenu města Olomouce za rok 2011 – společenské vědy – archeologie, kterou uděluje Zastupitelstvo statutárního města Olomouc.